# Anastácia de Sírmio
Anastácia de Sírmio (em grego:  Ἀναστασία: "Ressurreição", também Ἁγία Ἀναστασία ἡ Φαρμακολύτρια, Anastácia, a Curandeira) foi uma santa, virgem e mártir cristã, que morreu em Sírmio. Na Igreja Ortodoxa, ela é comemorada como "Grande Mártir Anastácia, a Salvadora das Poções" (Hagia Anastasia Pharmacolytria).
Sobre a vida de Anastácia, é confiável que sua morte ocorreu durante a perseguição de Diocleciano. A maior parte das histórias foram escritas séculos depois de sua morte e elas a representam de várias maneiras diferentes, como uma romana ou uma nativa de Sírmio de família patrícia. Uma das versões afirma que ela seria a filha de um tal Praetextus e pupila de Crisógono. A tradição católica afirma que a mãe dela era Santa Fausta de Sírmio.
Anastácia há muito tempo tem sido venerada como curandeira e exorcista. Suas relíquias estão na Catedral de Santa Anastácia, em Zadar, na Croácia.
Ela é uma das sete mulheres, excluindo a Virgem Maria, a ser comemorada nominalmente no Cânone da Missa.

## História
Esta mártir tem a distinção, única na liturgia romana, de ter uma comemoração especial na segunda missa de Natal. A missa do dia era originalmente celebrada não em honra ao nascimento de Cristo, mas sim em comemoração desta mártir e, por volta do final do século V, seu nome acabou sendo incluído também no Cânone Romano. Ainda assim, Anastácia é uma santa romana, pois ela sofreu o martírio em Sírmio, e não era venerada em Roma até pelo menos o final do século V. É verdade que sua História posterior ao século VI, pelo menos, faz de Anastácia uma romana, embora mesmo nesta história ela não tenha sofrido o martírio ali. Esta mesma versão liga o nome dela ao de Crisógono, que também não era um mártir romano, mas coloca a morte dela como tendo ocorrido em Aquileia.
De acordo com esta Passio, Anastácia era a filha de Praetextatus, um vir illustris romano e um de seus professores era Crisógono. No início da perseguição de Diocleciano, o imperador romano convocou Crisógono para Aquileia, onde ele foi torturado e morto. Anastácia, tendo ido dali até Sírmio para visitar a comunidade local, foi queimada viva na Ilha de Palmaria em 25 de dezembro e seu corpo foi enterrado na casa de Apolônia, que havia sido convertida numa basílica.

## Devoção

### No ocidente

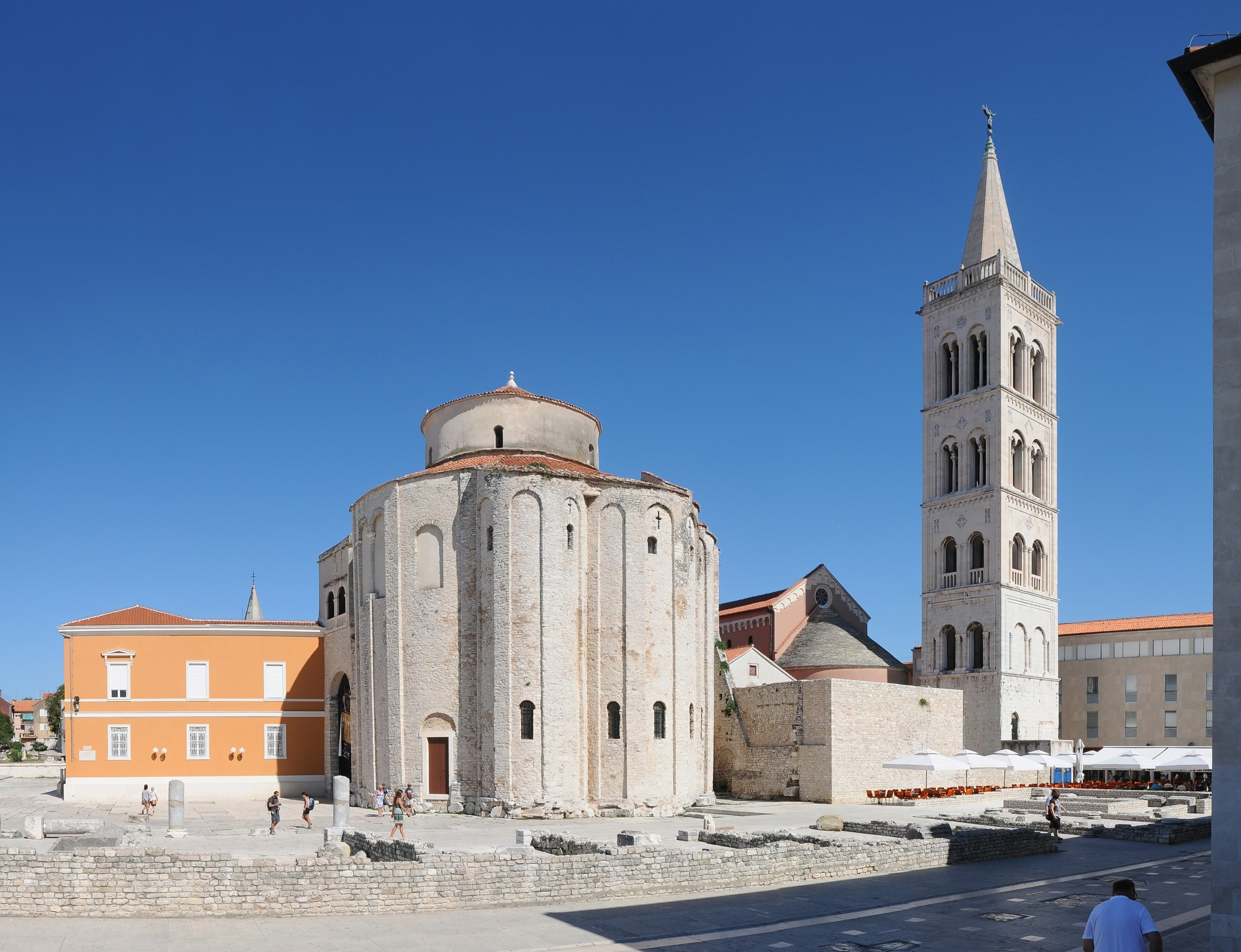
Catedral de Santa Anastácia, em Zadar, na Croácia.

O chamado Martyrologium Hieronymianum relata o seu nome em 25 de dezembro, não só para Sírmio, mas também para Constantinopla, algo que decorre de uma história diferente. De acordo com Teodoro, o Leitor, durante o patriarcado de Genádio I de Constantinopla (458-471), o corpo da mártir foi transferido para a capital imperial e enterrado numa igreja que até então era conhecida como Anastasis ("Ressurreição") e que passou, a partir daí, a ser conhecida como "Anastasia".
De forma similiar, a devoção de Anastácia foi introduzida em Roma a partir de Sírmio por meio de uma igreja já existente. Como esta já era bastante conhecida, acabou dando especial proeminência ao dia da festa da santa. Já existia em Roma, desde o século IV, ao pé da Colina do Palatino e acima do Circo Máximo, uma igreja que havia sido decorada pelo papa Dâmaso I (366-384) com um grande mosaico. Ela era conhecida como titulus Anastasiae e é mencionada com este nome nos atos do Concílio de Roma de 499. Há alguma incerteza sobre a origem deste nome: ou igreja o deve a uma homenagem à romana Anastácia, como é o caso de diversas outras igrejas titulares de Roma (Duchesne) ou ela era originalmente uma igreja em honra à Anastasis (Ressurreição de Jesus), como as que já existiam em Ravena e em Constantinopla, e a partir de "Anastasis" derivou "titulus Anastasiae" (Grisar). Qualquer que seja a opção, a igreja já era especialmente proeminente entre os séculos IV e VI, sendo a única no centro da Roma antiga, rodeada de templos pagãos.
Em sua jurisdição estava o Palatino onde a corte imperial se localizava. Uma vez que a venração da mártir de Sírmio passou a receber um novo ímpeto em Constantinopla durante a segunda metade do século V, podemos inferir com facilidade que as relações próximas entre a "Nova Roma" e a "Vilha Roma" também fizeram por aumentar a devoção de Santa Anastácia aos pés do Palatino.
De toda forma, a inserção do nome dela no Cânone Romano da Missa no final do século V mostra que ela então já ocupava uma posição única entre os santos publicamente venerados em Roma. A partir daí, a igreja no Palatino passou a ser conhecida por "titulus sanctae Anastasiae" e a mártir de Sírmio se tornou a santa titular da velha basílica do século IV. Evidentemente, por conta de sua posição como igreja titular do distrito que incluía as moradias imperiais no Palatino, esta igreja manteve por longo tempo uma proeminência entre as demais igrejas de Roma. Apenas duas a precediam em honra: São João de Latrão, a igreja-mãe de Roma, e Santa Maria Maggiore, principal igreja dedicada à Virgem Maria. 
Este antigo santuário está hoje isolado em meio às ruínas de Roma. A comemoração de Santa Anastácia na segunda missa do Natal é o último resquício da proeminência de outrora.
De acordo com a tradição, São Donato de Zadar levou as relíquias de Constantinopla para Zadar quando ele visitou a cidade com o duque Beato de Veneza. A ordem havia sido dada por Carlos Magno como forma de negociar a fronteira entre o Império Bizantino e os territórios da Croácia que, na época, estavam sob domínio do Reino dos Francos.

### No oriente
A Igreja Ortodoxa venera Santa Anastácia como uma Grande Mártir, geralmente se referindo a ela como "Anastácia, a Romana". Ela geralmente recebe os epítetos de "Salvadora dos Grilhões" e "Salvadora das Poções" pois acredita-se que suas intercessões protejam os fiéis contra venenos e outras substâncias malignas. De acordo com o Sinaxário, ela era filha de Praepextatus (um pagão) e Fausta (uma cristã).
No século V, as relíquias de Santa Anastácia foram transferidas para Constantinopla, onde uma igreja foi construída e dedicada a ela. Posteriormente, a cabeça e uma mão da Grande Mártir foram transferidas para o Mosteiro de Santa Anastácia, perto de Monte Atos.